# Grand Prix moto du Japon 2016
Le Grand Prix moto du Japon 2016 est la 15e manche du championnat du monde de vitesse moto 2016. 
Cette 36e édition du Grand Prix moto du Japon s'est déroulée du 14 au 16 octobre 2016 sur le circuit du Twin Ring Motegi.

## Classement des MotoGP
À la suite de l'impossibilité d'assurer l'intérim de Michele Pirro et du refus de Casey Stoner, Andrea Iannone, toujours blessé après sa chute à Misano, est remplacé par Héctor Barberá. C'est Mike Jones (en), pilote de Superbike, qui remplace ce dernier chez Avintia.
Blessé à la clavicule droite lors des FP2 (essais libres N°2), Dani Pedrosa est remplacé par Hiroshi Aoyama.
À l'issue de ce grand prix, Marc Márquez est mathématiquement champion du monde.
| Pos                         | Num | Pilote             | Moto    | Tours | Temps/Écart     | Grille | Points |
| --------------------------- | --- | ------------------ | ------- | ----- | --------------- | ------ | ------ |
| 1                           | 93  | Marc Márquez       | Honda   | 24    | 42 min 34 s 610 | 2      | 25     |
| 2                           | 4   | Andrea Dovizioso   | Ducati  | 24    | +2 s 992        | 4      | 20     |
| 3                           | 25  | Maverick Viñales   | Suzuki  | 24    | +4 s 104        | 7      | 16     |
| 4                           | 41  | Aleix Espargaró    | Suzuki  | 24    | +4 s 726        | 6      | 13     |
| 5                           | 35  | Cal Crutchlow      | Honda   | 24    | +15 s 049       | 5      | 11     |
| 6                           | 44  | Pol Espargaró      | Yamaha  | 24    | +19 s 654       | 9      | 10     |
| 7                           | 19  | Álvaro Bautista    | Aprilia | 24    | +23 s 032       | 12     | 9      |
| 8                           | 9   | Danilo Petrucci    | Ducati  | 24    | +28 s 555       | 10     | 8      |
| 9                           | 45  | Scott Redding      | Ducati  | 24    | +28 s 802       | 11     | 7      |
| 10                          | 6   | Stefan Bradl       | Aprilia | 24    | +32 s 330       | 13     | 6      |
| 11                          | 21  | Katsuyuki Nakasuga | Yamaha  | 24    | +42 s 845       | 16     | 5      |
| 12                          | 68  | Yonny Hernández    | Ducati  | 24    | +52 s 219       | 17     | 4      |
| 13                          | 38  | Bradley Smith      | Yamaha  | 24    | +53 s 783       | 15     | 3      |
| 14                          | 53  | Esteve Rabat       | Honda   | 24    | +54 s 760       | 18     | 2      |
| 15                          | 73  | Hiroshi Aoyama     | Honda   | 24    | +1 min 00 s 155 | 22     | 1      |
| 16                          | 76  | Loris Baz          | Ducati  | 24    | +1 min 04 s 440 | 20     |        |
| 17                          | 8   | Héctor Barberá     | Ducati  | 24    | +1 min 42 s 966 | 8      |        |
| 18                          | 7   | Mike Jones         | Ducati  | 23    | +1 tour         | 21     |        |
| Ab.                         | 99  | Jorge Lorenzo      | Yamaha  | 19    | Accident        | 3      |        |
| Ab.                         | 46  | Valentino Rossi    | Yamaha  | 6     | Accident        | 1      |        |
| Ab.                         | 43  | Jack Miller        | Honda   | 6     | Accident        | 14     |        |
| Ab.                         | 50  | Eugene Laverty     | Ducati  | 2     | Accident        | 19     |        |
| (en) [PDF] RAPPORT OFFICIEL |     |                    |         |       |                 |        |        |

## Classement Moto2
| Pos                         | Num | Pilote              | Moto     | Tours | Temps/Écart     | Grille | Points |
| --------------------------- | --- | ------------------- | -------- | ----- | --------------- | ------ | ------ |
| 1                           | 12  | Thomas Lüthi        | Kalex    | 23    | 42 min 45 s 854 | 2      | 25     |
| 2                           | 5   | Johann Zarco        | Kalex    | 23    | +0 s 386        | 1      | 20     |
| 3                           | 21  | Franco Morbidelli   | Kalex    | 23    | +5 s 863        | 3      | 16     |
| 4                           | 30  | Takaaki Nakagami    | Kalex    | 23    | +6 s 090        | 7      | 13     |
| 5                           | 11  | Sandro Cortese      | Kalex    | 23    | +16 s 246       | 5      | 11     |
| 6                           | 24  | Simone Corsi        | Speed Up | 23    | +20 s 404       | 13     | 10     |
| 7                           | 54  | Mattia Pasini       | Kalex    | 23    | +20 s 683       | 10     | 9      |
| 8                           | 60  | Julián Simón        | Speed Up | 23    | +20 s 760       | 16     | 8      |
| 9                           | 23  | Marcel Schrötter    | Kalex    | 23    | +24 s 394       | 11     | 7      |
| 10                          | 19  | Xavier Siméon       | Speed Up | 23    | +27 s 113       | 17     | 6      |
| 11                          | 97  | Xavi Vierge         | Tech 3   | 23    | +30 s 158       | 18     | 5      |
| 12                          | 10  | Luca Marini         | Kalex    | 23    | +32 s 283       | 26     | 4      |
| 13                          | 55  | Hafizh Syahrin      | Kalex    | 23    | +32 s 391       | 12     | 3      |
| 14                          | 45  | Tetsuta Nagashima   | Kalex    | 23    | +35 s 348       | 24     | 2      |
| 15                          | 32  | Isaac Viñales       | Tech 3   | 23    | +35 s 486       | 20     | 1      |
| 16                          | 57  | Edgar Pons          | Kalex    | 23    | +39 s 558       | 21     |        |
| 17                          | 2   | Jesko Raffin        | Kalex    | 23    | +39 s 690       | 19     |        |
| 18                          | 14  | Ratthapark Wilairot | Kalex    | 23    | +45 s 258       | 25     |        |
| 19                          | 87  | Remy Gardner        | Kalex    | 23    | +47 s 910       | 23     |        |
| 20                          | 40  | Álex Rins           | Kalex    | 23    | +1 min 04 s 723 | 22     |        |
| 21                          | 63  | Naomichi Uramoto    | Kalex    | 23    | +1 min 05 s 916 | 29     |        |
| 22                          | 84  | Taro Sekiguchi      | TSR      | 23    | +1 min 26 s 636 | 30     |        |
| Ab.                         | 27  | Iker Lecuona        | Kalex    | 14    | Abandon         | 28     |        |
| Ab.                         | 49  | Axel Pons           | Kalex    | 13    | Abandon         | 6      |        |
| Ab.                         | 7   | Lorenzo Baldassarri | Kalex    | 10    | Abandon         | 14     |        |
| Ab.                         | 73  | Álex Márquez        | Kalex    | 7     | Abandon         | 8      |        |
| Ab.                         | 52  | Danny Kent          | Kalex    | 7     | Abandon         | 15     |        |
| Ab.                         | 94  | Jonas Folger        | Kalex    | 4     | Accident        | 9      |        |
| Ab.                         | 22  | Sam Lowes           | Kalex    | 1     | Accident        | 4      |        |
| Ab.                         | 70  | Robin Mulhauser     | Kalex    | 1     | Accident        | 27     |        |
| NP                          | 44  | Miguel Oliveira     | Kalex    |       | Non partant     |        |        |
| (en) [PDF] RAPPORT OFFICIEL |     |                     |          |       |                 |        |        |

## Classement Moto3
| Pos                         | Num | Pilote                 | Moto     | Tours | Temps/Écart     | Grille | Points |
| --------------------------- | --- | ---------------------- | -------- | ----- | --------------- | ------ | ------ |
| 1                           | 33  | Enea Bastianini        | Honda    | 20    | 39 min 24 s 273 | 3      | 25     |
| 2                           | 41  | Brad Binder            | KTM      | 20    | +0 s 019        | 2      | 20     |
| 3                           | 8   | Nicolò Bulega          | KTM      | 20    | +4 s 002        | 5      | 16     |
| 4                           | 65  | Philipp Öttl           | KTM      | 20    | +5 s 119        | 10     | 13     |
| 5                           | 4   | Fabio Di Giannantonio  | Honda    | 20    | +6 s 288        | 18     | 11     |
| 6                           | 21  | Francesco Bagnaia      | Mahindra | 20    | +7 s 739        | 12     | 10     |
| 7                           | 11  | Livio Loi              | Honda    | 20    | +7 s 749        | 15     | 9      |
| 8                           | 20  | Fabio Quartararo       | KTM      | 20    | +8 s 344        | 8      | 8      |
| 9                           | 36  | Joan Mir               | KTM      | 20    | +8 s 880        | 14     | 7      |
| 10                          | 23  | Niccolò Antonelli      | Honda    | 20    | +9 s 037        | 7      | 6      |
| 11                          | 48  | Lorenzo Dalla Porta    | KTM      | 20    | +12 s 332       | 6      | 5      |
| 12                          | 7   | Adam Norrodin          | Honda    | 20    | +13 s 525       | 9      | 4      |
| 13                          | 84  | Jakub Kornfeil         | Honda    | 20    | +18 s 818       | 21     | 3      |
| 14                          | 12  | Albert Arenas          | Peugeot  | 20    | +21 s 263       | 13     | 2      |
| 15                          | 24  | Tatsuki Suzuki         | Mahindra | 20    | +21 s 291       | 25     | 1      |
| 16                          | 95  | Jules Danilo           | Honda    | 20    | +21 s 727       | 24     |        |
| 17                          | 42  | Marcos Ramírez         | Mahindra | 20    | +34 s 475       | 26     |        |
| 18                          | 64  | Bo Bendsneyder         | KTM      | 20    | +39 s 950       | 27     |        |
| 19                          | 89  | Khairul Idham Pawi     | Honda    | 20    | +40 s 177       | 22     |        |
| 20                          | 3   | Fabio Spiranelli       | Mahindra | 20    | +46 s 804       | 32     |        |
| 21                          | 77  | Lorenzo Petrarca       | Mahindra | 20    | +49 s 085       | 31     |        |
| 22                          | 40  | Darryn Binder          | Mahindra | 20    | +52 s 570       | 28     |        |
| 23                          | 6   | María Herrera          | KTM      | 20    | +52 s 682       | 30     |        |
| 24                          | 16  | Andrea Migno           | KTM      | 20    | +1 min 16 s 774 | 1      |        |
| 25                          | 58  | Juan Francisco Guevara | KTM      | 20    | +1 min 22 s 102 | 20     |        |
| 26                          | 13  | Shizuka Okazaki        | Honda    | 20    | +1 min 51 s 623 | 34     |        |
| DSQ                         | 76  | Hiroki Ono             | Honda    | 20    | (+2 s 654)      | 4      |        |
| Ab.                         | 88  | Jorge Martín           | Mahindra | 10    | Abandon         | 23     |        |
| Ab.                         | 44  | Arón Canet             | Honda    | 9     | Accident        | 17     |        |
| Ab.                         | 55  | Andrea Locatelli       | KTM      | 4     | Accident        | 29     |        |
| Ab.                         | 43  | Stefano Valtulini      | Mahindra | 3     | Accident        | 33     |        |
| Ab.                         | 9   | Jorge Navarro          | Honda    | 0     | Accident        | 11     |        |
| Ab.                         | 17  | John McPhee            | Peugeot  | 0     | Accident        | 16     |        |
| Ab.                         | 19  | Gabriel Rodrigo        | KTM      | 0     | Accident        | 19     |        |
| NP                          | 15  | Rei Sato               | Honda    |       | Non partant     |        |        |
| (en) [PDF] RAPPORT OFFICIEL |     |                        |          |       |                 |        |        |

## Source
- (en) Cet article est partiellement ou en totalité issu de l’article de Wikipédia en anglais intitulé « 2016 Japanese motorcycle Grand Prix » (voir la liste des auteurs).